# Etazeta
Etazeta (... – 228 a.C.) fu la seconda moglie di Nicomede I, re di Bitinia.
Nella storia del regno di Bitinia il passaggio di Etazeta è stato fugace, ma scandaloso. Donna ambiziosa, era capace di persuadere il marito a escludere dal trono i figli di questi avuti dal precedente matrimonio, per concederlo ai suoi. Poiché questi erano ancora molto giovani, il re pensava di rafforzare il trono offrendo la protezione dei bambini ai sovrani Tolomeo II d'Egitto e Antigono II di Macedonia, come pure alle città-stato di Bisanzio, Eraclea e Cio.
Sta di fatto che il re stesso, prima di morire, nominò i suoi figli insieme a Etazeta eredi del regno, però essendo questi minori, quando Nicomede morì, Etazeta governò a loro nome per un anno (255- 254 a.C.) Tuttavia, il maggiore dei figli di Nicomede, Ziaelas, rifiutò di accettare la decisione di suo padre, iniziando una guerra contro la matrigna per conquistare il regno. Il conflitto durò poco, perché nessuno dei governanti, né le città designate prima da Nicomede I per dare protezione ai suoi figli più piccoli - e a Etazeta - accorsero in suo aiuto. Etazeta cercò di resistere, anche sposandosi con il precedente fratello del re, per ottenere legittimità e appoggio, ma ogni sforzo fu vano e alla fine, verso il 254 a.C. circa, venne sfrattata da Ziaelas che la costrinse all'esilio in Macedonia insieme ai figli.

## Fonti
- Memnone, Storia di Eraclea

| predecessore: Zipoite II | Re di Bitinia 255–254 a.C. | successore: Ziaelas |